# International Studies. Interdisciplinary Political and Cultural Journal
International Studies. Interdisciplinary Political and Cultural Journal – czasopismo naukowe wydawane przez Wydawnictwo Uniwersytetu Łódzkiego.

## O czasopiśmie
Interdyscyplinarne czasopismo o międzynarodowym zasięgu. Zakres tematyczny czasopisma obejmuje przede wszystkim następujące zagadnienia: stosunki międzynarodowe, komunikacja społeczna, polityka, nauki politologiczne i społeczne. Wszystkie teksty w International Studies poddane są double blind review (podwójnej anonimowej recenzji). Wszystkie artykuły dostępne są w Otwartym Dostępie (Open Access) na licencji CC BY-NC-ND.
Celem oraz głównym założeniem czasopisma jest interdyscyplinarność – budowanie mostów między różnymi obszarami nauki oraz umożliwienie współpracy badaczom z Polski, jak i z zagranicznych ośrodków akademickich.

## Rada Naukowa
- Krzysztof Batorowicz (Uniwersytet Południowego Queenslandu)
- Reghina Dascal (Uniwersytet w Timișoarze, Rumunia)
- Samrat Laskar (University of Kalyani, Indie)
- Tomasz Domański(inne języki) (Uniwersytet Łódzki)
- Marek Dziekan (Uniwersytet Łódzki)
- Christoph Hauswitschka (Uniwersytet Ottona i Fryderyka w Bambergu)
- Stefan Hojelid (Uniwersytet Linneusza)
- Robert Łoś (Uniwersytet Łódzki)
- Elżbieta H. Oleksy (Uniwersytet Łódzki)
- Gesine Palmer (Zentrum Jüdische Studien Berlin-Brandenburg, Niemcy)
- Jurgen Pieters (Uniwersytet w Gandawie)
- Małgorzata Pietrasiak (Uniwersytet Łódzki)
- Eugeniusz Ponczek (Uniwersytet Łódzki)
- Andrzej Sepkowski (Uniwersytet Łódzki)
- Alicja Stępień-Kuczyńska (Uniwersytet Łódzki)
- Magdalena Śniadecka-Kotarska (Uniwersytet Łódzki)
- Donald L. Wallace (Central Missouri State University, USA)
- Adi Wimmer (University of Klagenfurt)

## Redakcja
- Krystyna Kujawińska Courtney - red. naczelna (Uniwersytet Łódzki)
- Anna Kowalcze-Pawlik, sekretarz redakcji (Uniwersytet Łódzki)

## Bazy
- Arianta
- Baidu Scholar
- BazEkon
- BazHum
- CEJSH (The Central European Journal of Social Sciences and Humanities)
- Celdes
- CNKI Scholar (China National Knowledge Infrastructure)
- CNPIEC
- DOAJ (Directory of Open Access Journals)
- EBSCO (relevant databases)
- EBSCO Discovery Service
- ERIH PLUS (European Reference Index for the Humanities and Social Sciences)
- Google Scholar
- Index Copernicus
- J-Gate
- JournalGuide
- JournalTOCs
- KESLI-NDSL (Korean National Discovery for Science Leaders)
- Naviga (Softweco)
- Philosophy Documentation Center – Philosophy Research Index
- PhilPapers
- POL-index
- Primo Central (ExLibris)
- ProQuest (relevant databases)
- ReadCube
- ResearchGate
- Sherpa/RoMEO
- Summon (Serials Solutions/ProQuest)
- TDNet
- Ulrich’s Periodicals Directory/ulrichsweb
- WanFang Data
- WorldCat (OCLC)